# Вила Сан Джовани ин Туша
Вѝла Сан Джова̀ни ин Ту̀ша (на италиански: Villa San Giovanni in Tuscia) е село и община в Централна Италия, провинция Витербо, регион Лацио. Разположено е на 329 m надморска височина. Населението на общината е 1305 души (към 2010 г.).